# 多株B細胞反應

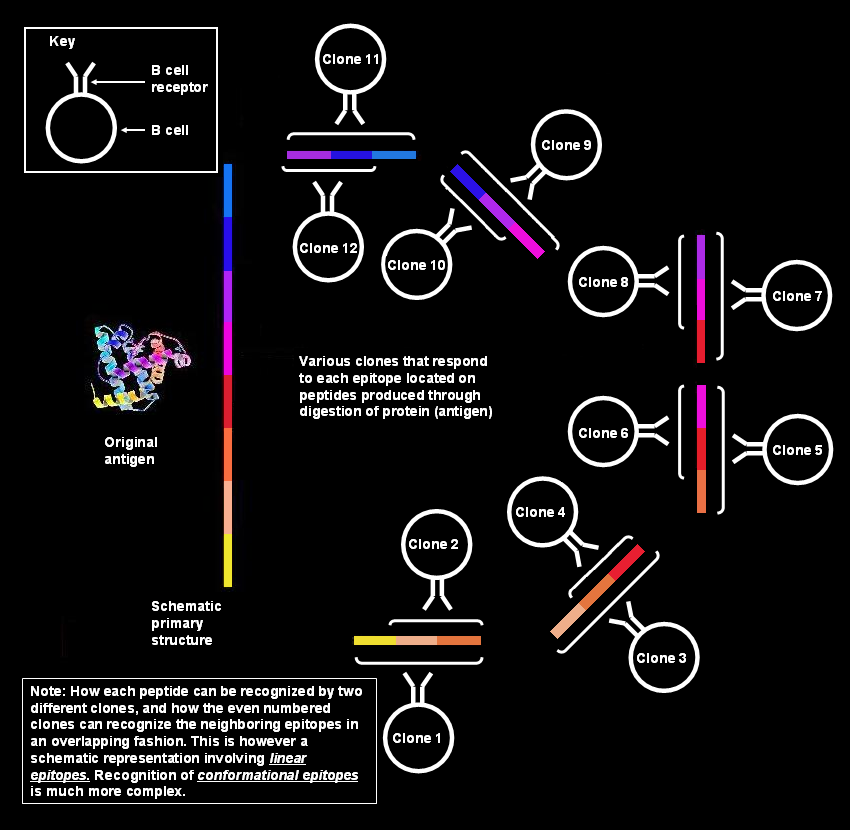
B細胞對抗線性表位抗原的多株反應

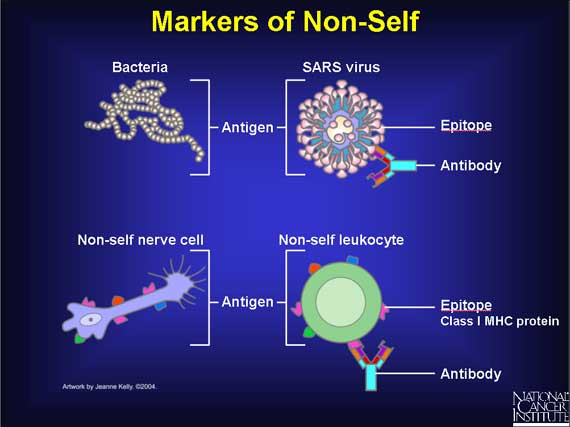
被辨識為非自我的物質舉例

多株B細胞反應（英語：polyclonal B cell response）是一種哺乳類後天免疫系統所表現的自然免疫反應。它確保多株B細胞能辨識單獨抗原，進而攻擊抗原被抗體辨識或結合的部分，即抗原決定位（英語：epitopes）。
在正常的免疫反應中，免疫系統能辨識病原體（如：細菌）的特定部位為外來物（非自我），進而消滅或有效中和病原體，以降低其潛在的破壞性。這種能被辨識的物質稱為抗原。免疫系統有多種對付抗原的途徑；其中一種免疫機制稱為體液免疫，即由B細胞製造抗體對抗抗原。抗體具可溶性，能免去抗原和B細胞之間的直接接觸。
抗原通常是一種巨大而構造複雜的物質，而單一抗體只能和抗原的特定微小部位結合。因此，免疫系統通常由多種不同的B細胞製造出大量不同的抗體，對同一個抗原執行免疫反應。細胞株（英語：clone）是指一群由單一母細胞所產生的細胞，故名為「多株」（英語：polyclonal）。在多株反應中製造的抗體稱為多株抗體。異質的多株抗體和單株抗體不同；後者彼此間構造完全相同，只針對同一個抗原決定位產生反應，較具有專一性。
多株反應能更有效地對抗病原體，讓免疫系統更具有優勢；然而，由於免疫系統也可能對抗寄主本身製造的分子物質，它同時提高了發展出特定自體免疫疾病的機會。

## 外部連結
- 黎煥耀教授. . 國立成功大學醫學院微生物及免疫學研究所.   [2011-07-04]. （原始内容存档于2011-06-29）.